# Rhogeessa mira
Rhogeessa mira är en fladdermusart som beskrevs av Laval 1973. Rhogeessa mira ingår i släktet Rhogeessa och familjen läderlappar. IUCN kategoriserar arten globalt som sårbar. Inga underarter finns listade i Catalogue of Life.
Artepitet i det vetenskapliga namnet är bildat av det latinska ordet mirus som betyder underbar eller extraordinär.
Arten blir med svans 6,4 till 7,0 cm lång, den har 2,5 till 2,7 cm långa underarmar och en 2,7 till 3,2 cm lång svans. Rhogeessa mira är så minst i släktet Rhogeessa. Bakfötterna är cirka 0,6 cm långa och öronen är ungefär 1,2 cm stora. Pälsen har en gulbrun till ljus orangebrun färg. Håren som bildar ovansidans päls är i allmänt 4 mm långa. På svansflyghudens baksida förekommer några glest fördelade hår.
Denna fladdermus förekommer i västra Mexiko vid floden Balsa i delstaten Michoacan. Området ligger ungefär 100 till 200 meter över havet. Regionen är främst täckt av buskar. Dessutom besöks landskap med kaktusväxter och galleriskogar.